# Rage 2
Rage 2 (укр. Лють 2) — відеогра в жанрі шутера від першої особи, розроблена Avalanche Studios спільно з id Software і видана Bethesda Softworks. Вона є сиквелом до відеогри Rage 2011 року. Основна сюжетна лінія, що відбувається через тридцять років після подій першої гри, оповідає про елітного рейнджера на ім'я Волкер, який протистоїть деспотичному Уряду на чолі з генералом Кроссом, а також різним бандитським угрупованням в постапокаліптичному світі.
Rage 2 була випущена 14 травня 2019 року для Microsoft Windows, PlayStation 4 і Xbox One, та 19 листопада для Google Stadia. Вона отримала змішані відгуки від критиків, які похвалили бойову складову, але розкритикували сюжет, персонажів і ігровий процес відкритого світу.

## Ігровий процес
Rage 2 є відеогрою в жанрі шутера від першої особи, дії якої відбуваються у постапокаліптичному відкритому світі, який гравці можуть вільно досліджувати, керуючи рейнджером на ім'я Волкер. Гравці мають змогу змінювати деякі атрибути персонажа, такі як стать, навички чи одяг. Волкер володіє арсеналом різноманітної вогнепальної зброї та інструментами для боротьби з ворогами, включно зі зброєю на кшталт бумеранга. Гравці можуть розвивати навички Волкера за допомогою нанотритів, представлених в першій грі, які діють як особливі сили та посилюють здібності, і можуть бути використані для підвищення бойової ефективності. У режимі «Перевантаження», зброя персонажа завдає більше шкоди, а його здоров'я постійно відновлюється, поки вороги втрачають більше енергії, надаючи гравцям агресивний спосіб чинити розправу над ними. У грі представлені бойові машини, зокрема вантажівки, багі та гірокоптери, які гравці можуть тюнінговати, водночас існує можливість керувати будь-яким транспортним засобом, який трапляється у світі гри.

## Розробка
На продовження Rage натякнув Піт Гайнс, віце-президент відділу маркетингу Bethesda, який вважав, що було продано достатньо копій, щоб гра отримала сиквел. Зрештою, після появи Rage 2 на канадському вебсайті Walmart в розділі відеоігор серед інших ще не анонсованих проектів на початку травня 2018, Bethesda офіційно представила гру 14 травня, опублікувавши трейлер ігровим процесом на наступний день.
Rage 2 є спільною розробкою id Software і Avalanche Studios. Avalanche була обрана в якості партнера по співпраці для проекту, оскільки id Software була вражена роботою Avalanche над Just Cause 3, особливо її новим емерджентним ігровим процесом, заснованим на фізиці. За словами Тіма Віллітса, команда сподівалася, що сиквел виправдає сподівання, дані першою грою, яка була обмежена технологією під час її випуску. Віллітс додав, що Rage 2 створювалася як «фантазія сили» гравців, запевнивши, що на початку гри вони не відчують себе слабкими. Гра має барвисту палітру кольорів, щоб відрізнятися від інших ігор id Software. Rage 2 використовує власний ігровий рушій Apex від Avalanche Studios замість id Tech, який використовувався в попереднику. Рушій Apex дозволив команді створити деталізоване внутрішнє середовище, а також великі відкриті локації, також дозволяючи гравцям переміщатися між цими локаціями без будь-яких екранів завантаження. Рушій гри використовує виключно API Vulkan.

## Випуск
Rage 2 була випущена для Microsoft Windows, PlayStation 4 і Xbox One 14 травня 2019 року, тоді як версія для ігрового сервісу Google Stadia була представлена в день його запуску, 19 листопада. Колекційне видання гри включає відрубану голову мутанта, озвучену Ендрю В. К.. Гравці, що оформили попереднє замовлення, отримали доступ до ексклюзивної місії і додатковим ігровим предметам. Віллітс повідомив, що гра буде використовувати модель поширення «ігри як послуга», і пообіцяв, що вона не матиме лутбоксів. В сервісі Steam, Rage 2 спочатку мала технологію захисту Denuvo, однак гру було «зламано» протягом доби, адже версія у власному магазині Bethesda не містила Denuvo. Згодом Denuvo було видалено з версії Steam.
26 вересня 2019 року було випущено доповнення під назвою «Сходження привидів», яке додало у гру чити, нові техніку та історію, а також пілотованих мехів. Друге доповнення під назвою «Террорманія» було випущено 14 листопада, і додало нові локацію, ворогів та зброю.

## Відгуки
| Агрегатор  | Оцінка                                 |
| ---------- | -------------------------------------- |
| Metacritic | (ПК) 73/100 (XONE) 72/100 (PS4) 67/100 |

| Видання       | Оцінка |
| ------------- | ------ |
| Game Informer | 7/10   |
| GameSpot      | 6/10   |
| GamesRadar+   | [ 25 ] |
| IGN           | 8/10   |

| Видання | Оцінка |
| ------- | ------ |
| ITC     | [ 27 ] |

За даними агрегатора рецензій Metacritic, Rage 2 отримала «змішані або середні відгуки».
Ден Степлтон з IGN дав оцінку 8/10, порівнявши гру з Doom 2016 року, і похваливши за її перестрілки та ігровий процес відкритого світу, а також здібності і візуальний стиль, але був здивований використанням мікротранзакцій, оскільки в грі відсутні кооператив або мультиплеєр. Деніел Тек з Game Informer оцінив гру на 7 з 10, високо оцінивши механіку стрільби і музику, але піддав критиці візуальні ефекти, відкритий світ і персонажів. Майкл Гаем з GameSpot дав грі 6/10, високо оцінивши перестрілки і здібності, але розкритикував гумор, стислість, оповідання, персонажів, ігровий процес і побічні місії. Олег Данилов з українського видання ITC дав оцінку 3.5/5, похваливши перестрілки і зброю, але розкритикував одноманітність місій, керування транспортом та візуальний стиль. Форд Джеймс з GamesRadar+ дав грі 3/5, і похвалив бойові механіки та ігровий процес, але розкритикував відкритий світ та стислий сюжет.

### Продажі
Rage 2 була найбільш продаваною роздрібної грою у Великій Британії в тиждень її випуску, випередивши Days Gone, хоча її фізичні продажі склали лише 25 % від продажів оригінальної гри за тиждень випуску. В Японії, версія Rage 2 для PlayStation 4 також була найбільш продаваною роздрібної грою протягом першого тижня після випуску, продавшись в кількості 12,146 тис. копій.